# Batiombo
Batiombo is een bestuurslaag in het regentschap Batang van de provincie Midden-Java, Indonesië. Batiombo telt 1694 inwoners (volkstelling 2010).